# Hotel Avion (Hradec Králové)
Hotel Avion je budova v Hradci Králové, ve čtvrti Pražské Předměstí (Gočárova třída čp. 806). Vybudován byl v letech 1929–1930 podle návrhu architekta Václava Placáka.

## Historie
Hotel Avion byl postaven na Pražském Předměstí v letech 1929–1930 podle návrhu architekta Václava Placáka stavitelem Antonínem Slejškou. Původně obsahoval 38 pokojů, restauraci, klubové místnosti, kuželník a zahradu. Vlastníkům Hynku a Miladě Matějákovým udělil okresní úřad koncesi pro živnost hostinskou a výčepnickou v roce 1930. Do roku otevření hotelu spadá žádost Národní střelecké jednoty v Hradci Králové o povolení malorážní střelnice v hotelu, k němuž skutečně došlo. Roku 1932 bylo vyhověno žádosti Společenstva dopravních živností o povolení stanoviště pro autodrožky před hotelem Avion. V hotelu měly své klubové místnosti nebo se pravidelně scházely nejvýznamnější spolky té doby (Okrašlovací spolek v Pražském Předměstí, Kroužek učitelů pensistů v Hradci Králové, První občanská beseda „Komenský“ v Pražském Předměstí, SK Olympia Hradec Králové, TJ Sokol Pražské Předměstí, Drůbežnická jednota v Hradci Králové, Místní odbor spolku Krematorium v Hradci Králové, Společenstvo mistrů zednických v Hradci Králové, Vlastivědná společnost v Hradci Králové, Východočeské grémium knihkupců v Hradci Králové, Společenstvo výrobců likérů a sodových vod v Hradci Králové, Jednota majitelů domů a domků pro Hradec Králové a okolí, Spolek chovatelů poštovních holubů „Ikaros“ v Hradci Králové). V zahradě naopak probíhaly časté večerní koncerty, divadelní představení či trhy hospodářského zvířectva. 25. listopadu 1931 se v hotelu uskutečnila protestní schůze hostinských a výčepníků komorního obvodu královéhradeckého, jež se týkala zvýšení daně z piva o 10 Kč na jednom hl. a těžké poměry v živnosti hostinské vůbec. Roku 1936 vzniklo před hotelem stanoviště nepravidelné osobní dopravy a v následujícím roce byla opravena štítová omítka objektu. Roku 1938 byly provedeny ještě některé zajišťovací a izolační práce. Zdejší stolová společnost měla název „Batalion“ a scházela se tady ještě po 2. světové válce.

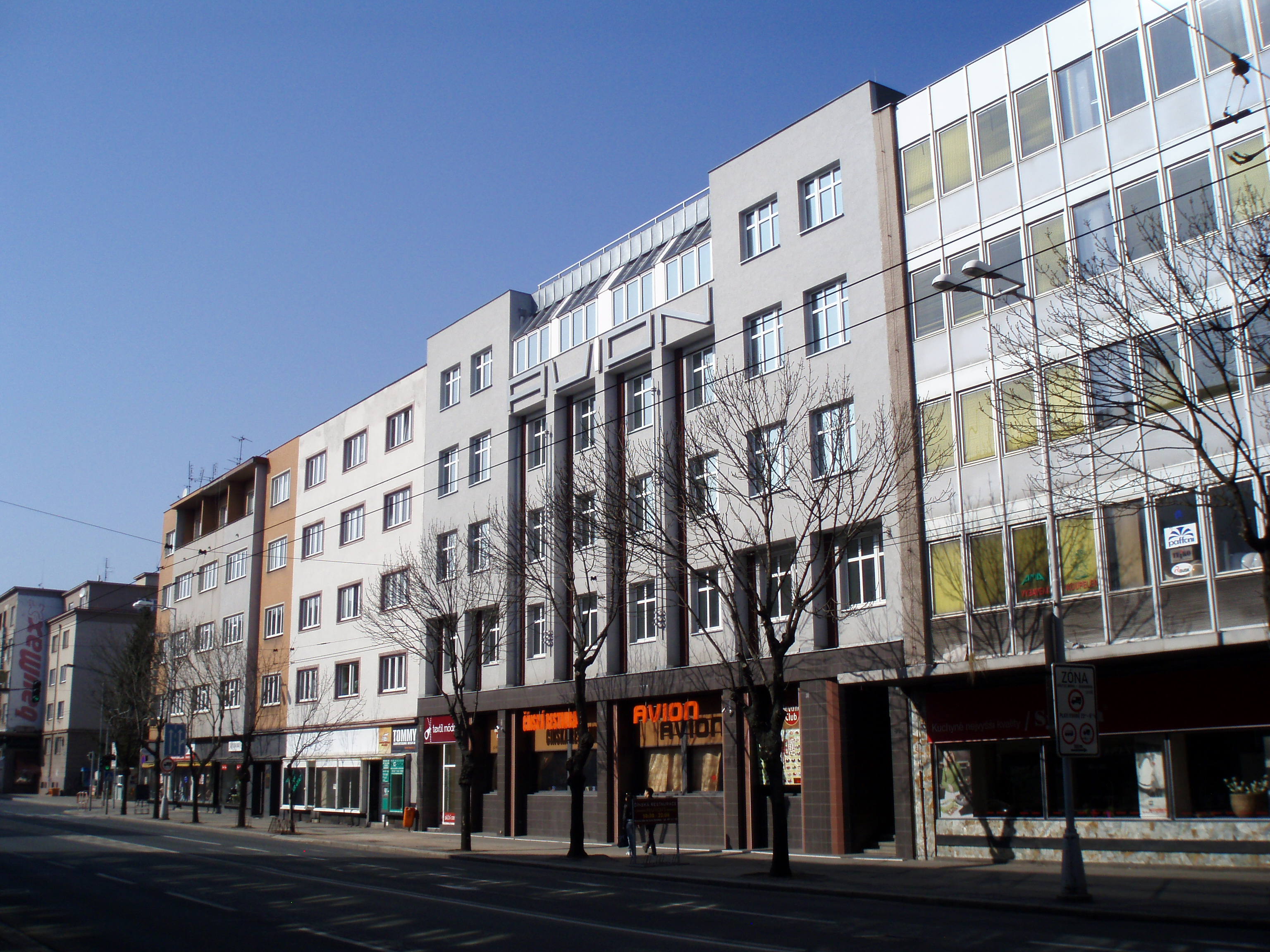
Hotel Avion po opravě uliční fasády

Ještě v roce 1947 měl hotel stálou denní i noční službu u benzinového čerpadla, jež bylo vybudováno firmou Alois Brey roku 1931 přímo před hotelem.
V roce 1961 byly na hotelu dlouhodobě porouchané neony. Kritika nezájmu o ně proběhla tehdejším tiskem. 1. prosince 1966 byla v hotelu zřízena Smíchovská restaurace. Koncem 60. let hotel prošel rozsáhlými úpravami a do plného provozu byl opět uveden 1. prosince 1969. Následně se stal místem schůzek a mimoslužebního života. V červnu 1974 byl vyloupen sklad denní vinárny. Následujícího roku byl Avion přeřazen z 2. do 3. cenové skupiny. Úroveň služeb přitom zůstala zachována. V roce 1985 došlo k opravě omítky.
Později však z něj zbyla jen vinárna a diskotéka. V letech 1992–1996 byl provozovatelem podniku Miroslav Vopřada, v letech 2000–2007 Avion provozovala společnost AVION PLUS, která skončila v likvidaci, v letech 2009–2010 DURAN EURO s. r. o. a od roku 2010 se v něm nachází čínská restaurace společnosti JIE HUA EUROPE s. r. o.